# Симон Амман
Симон Амман (нім. Simon Ammann; 25 червня 1981, Ґрабс, Швейцарія) — швейцарський стрибун на лижах з трампліна, Чемпіон світу і чотириразовий олімпійський чемпіон. Спортсмен року Швейцарії (2002 та 2010).